# Evergreen (Alabama)
Evergreen és una ciutat del Comtat de Conecuh a l'estat d'Alabama (Estats Units d'Amèrica).

## Demografia
Segons el cens del 2000, Evergreen tenia 3.630 habitants, 1.536 habitatges, i 981 famílies. La densitat de població era de 92,3 habitants/km².
Dels 1.536 habitatges en un 31,7% hi vivien nens de menys de 18 anys, en un 35,5% hi vivien parelles casades, en un 24,8% dones solteres, i en un 36,1% no eren unitats familiars. En el 33,9% dels habitatges hi vivien persones soles el 15,6% de les quals corresponia a persones de 65 anys o més que vivien soles. El nombre mitjà de persones vivint en cada habitatge era de 2,31 i el nombre mitjà de persones que vivien en cada família era de 2,97.
Per edats la població es repartia de la següent manera: un 28% tenia menys de 18 anys, un 8,5% entre 18 i 24, un 23,6% entre 25 i 44, un 22,7% de 45 a 60 i un 17,2% 65 anys o més.
L'edat mediana era de 37 anys. Per cada 100 dones hi havia 77,4 homes. Per cada 100 dones de 18 o més anys hi havia 69,1 homes.
La renda mediana per habitatge era de 20.979 $ i la renda mediana per família de 29.258 $. Els homes tenien una renda mediana de 25.357 $ mentre que les dones 21.356 $. La renda per capita de la població era de 13.828 $. Aproximadament el 27,6% de les famílies i el 34,2% de la població estaven per davall del llindar de pobresa.

## Poblacions properes
El següent diagrama mostra les poblacions més properes.